# DES (Інкотермс)
Постачання із судна (назва порту призначення) (англ. DES — Delivered Ex Ship (named port of destination) — термін Інкотермс, що був скасований 1 січня 2011 року.
Це базова умова постачання, за якою експортер за свій рахунок поставляє товар у порт призначення і передає його покупцеві на борт судна. Таким чином, експортер зобов'язаний за свій рахунок одержати експортну ліцензію, виконати митні формальності, оплатити завантаження, фрахт, страхування і взяти на себе весь ризик випадкового псування і втрати товару до моменту прибуття судна у порт призначення.
Імпортер платить за товар, за його розвантаження і виконує всі формальності, пов'язані з ввезенням товару в країну, що його імпортує.
Якщо товар призначений для кількох одержувачів, то покупець може вимагати виписки кількох окремих коносаментів на кожну окрему партію.
Якщо сторони бажають покласти на продавця витрати й ризики розвантаження товару, слід застосовувати термін DEQ.
Цей термін може застосовуватися виключно у випадках доставки товару морським або внутрішнім водним транспортом, чи то в змішаних перевезеннях, коли товар прибуває в порт призначення на судні.